# 2020年緬甸翡翠礦區塌方事故
2020年緬甸翡翠礦區塌方事故發生於2020年7月2日，當天在缅甸克钦邦帕敢翡翠礦區發生山體滑坡，導致至少有168人丧生。

## 历史
缅甸是玉的最大開採国，該國克钦邦帕敢擁有全球最大的玉礦。全球90%以上玉石来自缅甸。緬甸每年的玉贸易额达300亿美元，但是其采矿场所经常发生事故。
2020年7月1日，缅甸克钦邦帕敢出現暴雨，緬甸当局发出警告，禁止在暴雨時采矿。但是这个警告被许多矿工所忽視。
2020年7月2日06:30，暴雨引发了尾礦的倒塌，塌下的泥石将那些在礦區採礦的人掩埋。事發後救援人員抵達現場，經過搜尋後發現168具尸體，另有54人受傷。